# Herrnsheimer Klauern
Les Herrnsheimer Klauern sont une petite ripisylve de 80 ha, au nord de Worms, à l'est du faubourg de Herrnsheim.

## Description
Les Herrnsheimer Klauern forment une bande de forêt d'une longueur de 4 km et d'une largeur de 0,5 km. Elle commence au Herrnsheimer Badesee et longe une branche ancienne du Rhin jusqu'aux limites de Osthofen. Il y a des flaques d'eau alimentées par des résurgences de la  nappe phréatique.
Le Land Rhénanie-Palatinat est propriétaire de 75 % de la surface de cette forêt couverte de forêt de feuillus mixtes où on trouve des arbres comme le frêne élevé, le chêne pédonculé, le charme commun, l'érable sycomore, le prunus et l'Ulmus laevis. Il y a seulement de petites parcelles d'une forêt ripicole.
Comme la Hesse rhénane n'a que peu de forêts, les Herrnsheimer Klauern constituent un biotope protégé et zone récréative; on n'y trouve peu de sylviculture. Un sentier de 3,8 km commence près du Herrnsheimer Badesee avec des tableaux d'information.

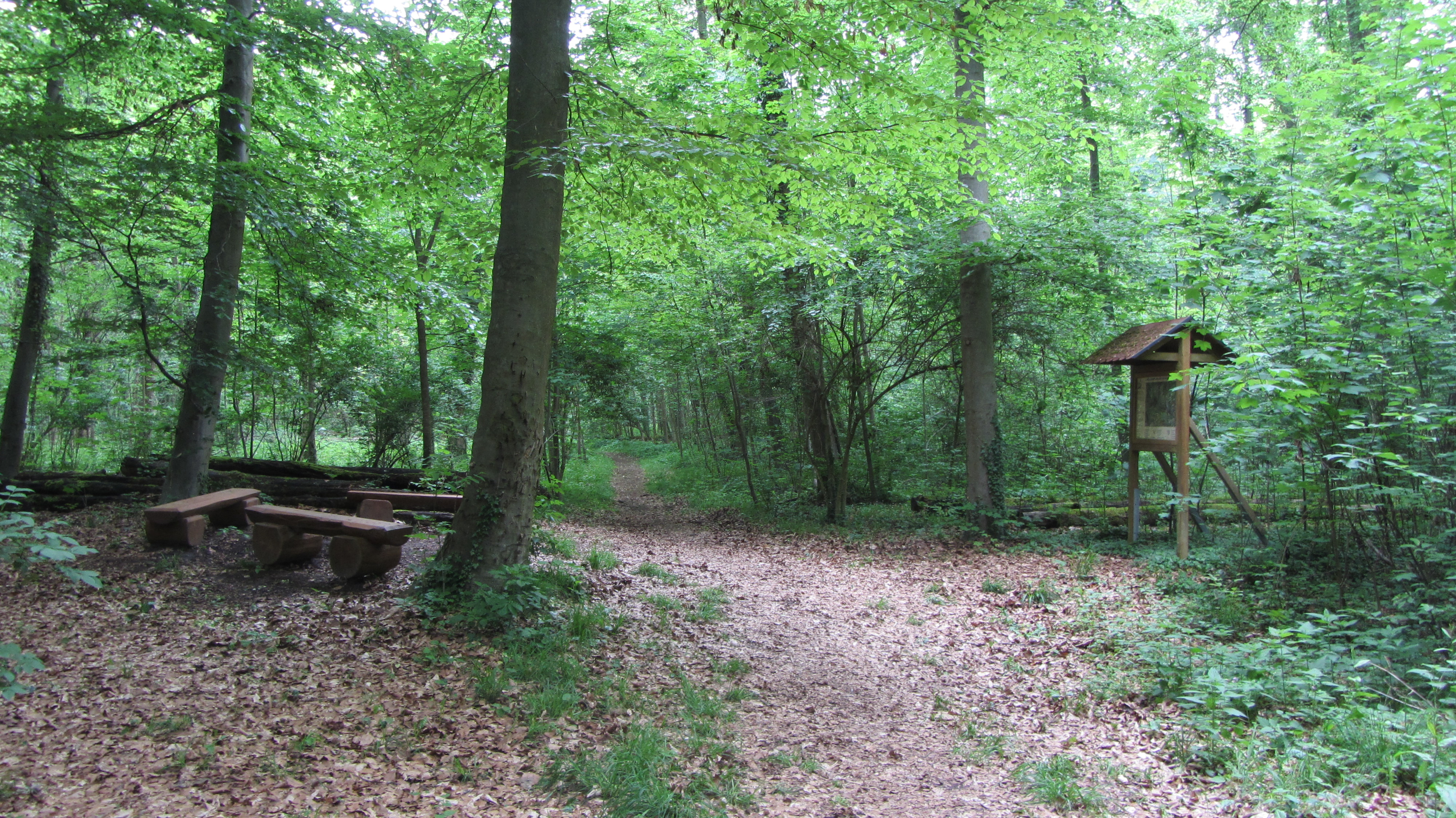
Place de repos

## Histoire
Jusau'à 1870 les Klauern étaient une forêt privée appartenant à des paysans de Herrnsheim. À partir de 1870 la famille de Heyl zu Herrnsheim acquiert une grande partie de cette zone pour y créer une réserve de chasse près de leur propriété du Château de Worms-Herrnsheim.
En 1935, les Klauern sont drainées par des fossés et deviennent plus accessibles. Pendant et après la Seconde Guerre mondiale, la forêt perd une grande partie de ses arbres qui sont utilisés comme combustible en raison du manque de carburant. Plus tard, des essais de plantation de  peupliers sont réalisés mais à cause de la baisse du niveau de la nappe phréatique jusqu'à 1970, la forêt est devenue progressivement plus réduite.
En 2012, le Land Rheinland-Pfalz achète la plus grande partie des Herrnsheimer Klauern dans le but de créer une forêt mixte, riche en diverses espèces de feuillus.